# Microregione di Ibaiti
Ibaiti è una microregione del Paraná in Brasile, appartenente alla mesoregione di Norte Pioneiro Paranaense.

## Comuni
È suddivisa in 8 comuni:
- Conselheiro Mairinck
- Curiúva
- Figueira
- Ibaiti
- Jaboti
- Japira
- Pinhalão
- Sapopema